# Corigliano Volley 2012-2013
Questa voce raccoglie le informazioni riguardanti il Corigliano Volley nelle competizioni ufficiali della stagione 2012-2013.

## Stagione
La stagione 2012-13 è per il Corigliano Volley, sponsorizzato dal Caffè Aiello, la seconda consecutiva in Serie A2; alla guida della squadra arriva Nikolaï Jeliazkov, mentre la formazione titolare viene rivoluzionata dal mercato: cambiano infatti la diagonale palleggiatore - opposto con gli arrivi di Marco Fabroni e Maarten van Garderen, e il libero con l'ingaggio di Lorenzo Smerilli, mentre in banda arrivano Federico Marretta e Leondino Giombini.
Le prime giornate di campionato vedono la squadra perdere cinque partite su sette, risultati che portano a un avvicendamento in panchina fra Nikolaï Jeliazkov e Giovanni Torchio, che aveva iniziato come secondo allenatore: il cambio di guida tecnica porta Corigliano a conquistare quattro vittorie nelle ultime cinque partite del girone di andata, chiuso al settimo posto con diciassette punti. Nel girone di ritorno vengono ottenute otto vittorie a fronte di quattro sconfitte e i quaranta punti finali valgono alla squadra il sesto posto e la qualificazione ai play-off promozione, da disputarsi contro la terza classificata, ossia il Volley Milano. Dopo la sconfitta casalinga patita in gara 1 dei quarti di finale il Volley Corigliano ribalta la situazione, cogliendo due vittorie interne e una esterna e qualificandosi per la semifinale, dove però la Pallavolo Molfetta si impone in due partite, eliminando i calabresi.

## Organigramma societario
Area direttiva
- Presidente: Gennaro Cilento
- Vicepresidente: Natale Giuseppe Gallo
- Direttore sportivo: Giuseppe De Patto

Area organizzativa
- Segreteria generale: Silvia Manfrinato, Alessandro Sosto

Area tecnica
- Allenatore: Nikolaï Jeliazkov (fino al 22 novembre 2012), Giovanni Torchio (dal 22 novembre 2012)
- Allenatore in seconda: Giovanni Torchio (fino al 22 novembre 2012), Gervasio Iurisci (dal 22 novembre 2012)
- Scoutman: Vincenzo La Maida

Area comunicazione
- Addetto stampa: Johnny Fusca

Area sanitaria
- Medico: Carmine Sprovieri
- Staff medico: Luigi Gardi, Gabriele Tavolieri
- Preparatore atletico: Gino Ditano
- Fisioterapista: Paolo Ambrogio
- Osteopata: Vincenzo Mastrangelo
- Nutrizionista: Claudio Pecorella

## Rosa
| N° | Nome                 | Ruolo | Data di nascita   | Nazionalità sportiva |
| -- | -------------------- | ----- | ----------------- | -------------------- |
| 1  | Marco Fabroni        | P     | 4 agosto 1981     | Italia               |
| 2  | Maarten van Garderen | S     | 24 gennaio 1990   | Paesi Bassi          |
| 3  | Lorenzo Smerilli     | L     | 11 agosto 1987    | Italia               |
| 7  | Marco Santucci       | S     | 30 novembre 1983  | Italia               |
| 8  | Daniele Casciaro     | L     | 30 gennaio 1993   | Italia               |
| 9  | Giacomo Tomasello    | C     | 6 novembre 1976   | Italia               |
| 10 | Matteo Bortolozzo    | C     | 1º agosto 1989    | Italia               |
| 11 | Matteo Paris         | P     | 13 settembre 1983 | Italia               |
| 12 | Gonzalez Rodriguez   | S     | 30 giugno 1989    | Venezuela            |
| 13 | Williams Padura      | S/O   | 24 ottobre 1986   | Italia               |
| 15 | Matteo Sperandio     | C     | 4 marzo 1992      | Italia               |
| 16 | Luke Smith           | S     | 30 agosto 1990    | Australia            |
| 17 | Leondino Giombini    | S     | 30 gennaio 1975   | Italia               |
| 18 | Federico Marretta    | S     | 9 agosto 1990     | Italia               |

## Mercato
| Acquisti | Acquisti             | Acquisti                 | Acquisti   |
| R.       | Nome                 | da                       | Modalità   |
| -------- | -------------------- | ------------------------ | ---------- |
| C        | Matteo Bortolozzo    | Olimpia Sant'Antioco     | definitivo |
| S        | Leondino Giombini    | Città di Castello        | definitivo |
| P        | Marco Fabroni        | Segrate                  | definitivo |
| S        | Federico Marretta    | Piacenza                 | definitivo |
| P        | Matteo Paris         | Atripalda                | definitivo |
| S        | Gonzalez Rodriguez   | Industriales de Valencia | definitivo |
| L        | Lorenzo Smerilli     | BluVolley Verona         | definitivo |
| S        | Luke Smith           | Linköpings               | definitivo |
| S        | Maarten van Garderen | Orion                    | definitivo |

| Cessioni | Cessioni          | Cessioni           | Cessioni   |
| R.       | Nome              | a                  | Modalità   |
| -------- | ----------------- | ------------------ | ---------- |
| S        | Simone Spescha    | Loreto             | definitivo |
| S        | Danijel Galić     | Kazma SC           | definitivo |
| S        | Francesco Dutto   | Cagliari           | definitivo |
| P        | Michele De Giorgi | -                  | ritirato   |
| P        | Martín Kindgard   | New Mater          | definitivo |
| C        | Giuseppe Muccio   | Cosenza            | definitivo |
| L        | Giacomo Viva      | PV 2000 Ostuni     | definitivo |
| S        | Thomas Edgar      | Sir Safety Perugia | definitivo |

## Risultati

### Serie A2

#### Girone di andata
| 1ª giornata – 7 ottobre 2012 PalaSerenelli, Loreto                 | Loreto            | 0 - 3 | Corigliano Volley | 21-25, 28-30, 20-25               |
| 2ª giornata – 14 ottobre 2012 PalaCorigliano, Corigliano Calabro   | Corigliano Volley | 1 - 3 | Impavida Ortona   | 26-28, 21-25, 25-23, 19-25        |
| 3ª giornata – 21 ottobre 2012 PalaPolsinelli, Sora                 | Argos             | 3 - 2 | Corigliano Volley | 22-25, 25-23, 24-26, 25-20, 15-11 |
| 5ª giornata – 1º novembre 2012 PalaCorigliano, Corigliano Calabro  | Corigliano Volley | 0 - 3 | Città di Castello | 18-25, 18-25, 15-25               |
| 6ª giornata – 4 novembre 2012 PalaPrincipi, Potenza Picena         | Potentino         | 3 - 1 | Corigliano Volley | 25-20, 23-25, 25-21, 25-19        |
| 7ª giornata – 11 novembre 2012 PalaCorigliano, Corigliano Calabro  | Corigliano Volley | 3 - 0 | Tricolore         | 13-25, 29-27, 25-22, 25-23        |
| 8ª giornata – 18 novembre 2012 PalaFabris, Padova                  | Padova            | 3 - 0 | Corigliano Volley | 25-20, 25-20, 25-23               |
| 9ª giornata – 25 novembre 2012 PalaCorigliano, Corigliano Calabro  | Corigliano Volley | 3 - 1 | Molfetta          | 31-29, 25-15, 15-25, 25-22        |
| 10ª giornata – 2 dicembre 2012 PalaSassi, Matera                   | Matera Bulls      | 0 - 3 | Corigliano Volley | 22-25, 21-25, 16-25               |
| 11ª giornata – 9 dicembre 2012 PalaCorigliano, Corigliano Calabro  | Corigliano Volley | 3 - 2 | Atripalda         | 25-20, 23-25, 18-25, 25-23, 15-13 |
| 12ª giornata – 16 dicembre 2012 Palazzetto dello Sport, Monza      | Milano            | 3 - 0 | Corigliano Volley | 26-24, 25-14, 25-21               |
| 13ª giornata – 22 dicembre 2012 PalaCorigliano, Corigliano Calabro | Corigliano Volley | 3 - 2 | Brolo             | 21-25, 25-23, 15-25, 25-23, 15-10 |

#### Girone di ritorno
| 1ª giornata – 6 gennaio 2013 PalaCorigliano, Corigliano Calabro   | Corigliano Volley | 3 - 0 | Loreto            | 25-23, 25-19, 28-26               |
| 2ª giornata – 13 gennaio 2013 Palasport Comunale, Ortona          | Impavida Ortona   | 3 - 2 | Corigliano Volley | 17-25, 25-18, 23-25, 25-18, 15-13 |
| 3ª giornata – 20 gennaio 2013 PalaCorigliano, Corigliano Calabro  | Corigliano Volley | 3 - 0 | Argos             | 25-21, 25-20, 25-19               |
| 5ª giornata – 30 gennaio 2015 PalaIoan, Città di Castello         | Città di Castello | 2 - 3 | Corigliano Volley | 25-21, 25-27, 25-18, 22-25, 9-15  |
| 6ª giornata – 3 febbraio 2013 PalaCorigliano, Corigliano Calabro  | Corigliano Volley | 3 - 0 | Potentino         | 28-26, 25-22, 25-22               |
| 7ª giornata – 10 febbraio 2013 PalaBigi, Reggio nell'Emilia       | Tricolore         | 3 - 0 | Corigliano Volley | 25-19, 25-16, 25-20               |
| 8ª giornata – 17 febbraio 2013 PalaCorigliano, Corigliano Calabro | Corigliano Volley | 3 - 2 | Padova            | 25-22, 23-25, 25-22, 20-25, 15-11 |
| 9ª giornata – 24 febbraio 2013 PalaPoli, Molfetta                 | Molfetta          | 3 - 0 | Corigliano Volley | 25-23, 25-22, 25-13               |
| 10ª giornata – 3 marzo 2013 PalaCorigliano, Corigliano Calabro    | Corigliano Volley | 3 - 1 | Matera Bulls      | 25-19, 23-25, 25-18, 25-18        |
| 11ª giornata – 9 marzo 2013 PalaDelMauro, Avellino                | Atripalda         | 2 - 3 | Corigliano Volley | 22-25, 13-25, 25-16, 25-23, 9-15  |
| 12ª giornata – 17 marzo 2013 PalaCorigliano, Corigliano Calabro   | Corigliano Volley | 2 - 3 | Milano            | 25-20, 13-25, 25-12, 22-25, 8-15  |
| 13ª giornata – 24 marzo 2013 Palasport Case Nuove Russo, Patti    | Brolo             | 0 - 3 | Corigliano Volley | 23-25, 23-25, 25-27               |

#### Play-off promozione
| Quarti di finale (gara 1) – 31 marzo 2013 PalaCorigliano, Corigliano Calabro | Corigliano Volley | 2 - 3 | Milano            | 20-25, 25-16, 21-25, 26-24, 13-15 |
| Quarti di finale (gara 2) – 3 aprile 2013 Palazzetto dello Sport, Monza      | Milano            | 2 - 3 | Corigliano Volley | 22-25, 19-25, 25-22, 25-21, 12-15 |
| Quarti di finale (gara 3) – 7 aprile 2013 PalaCorigliano, Corigliano Calabro | Corigliano Volley | 3 - 1 | Milano            | 19-25, 25-13, 25-22, 28-26        |
| Quarti di finale (gara 4) – 10 aprile 2013 Palazzetto dello Sport, Monza     | Milano            | 1 - 3 | Corigliano Volley | 25-20, 22-25, 20-25, 21-25        |
| Semifinali (gara 1) – 14 aprile 2013 PalaCorigliano, Corigliano Calabro      | Corigliano Volley | 2 - 3 | Molfetta          | 26-24, 15-25, 27-29, 25-21, 14-16 |
| Semifinali (gara 2) – 17 aprile 2013 PalaPoli, Molfetta                      | Molfetta          | 3 - 0 | Corigliano Volley | 25-19, 25-22, 31-29               |

## Statistiche

### Statistiche di squadra
| Competizione | Punti | In casa | In casa | In casa | In trasferta | In trasferta | In trasferta | Totale | Totale | Totale |
| Competizione | Punti | G       | V       | P       | G            | V            | P            | G      | V      | P      |
| ------------ | ----- | ------- | ------- | ------- | ------------ | ------------ | ------------ | ------ | ------ | ------ |
| Serie A2     | 40    | 15      | 10      | 5       | 15           | 6            | 9            | 30     | 16     | 14     |

G = partite giocate; V = partite vinte; P = partite perse

### Statistiche dei giocatori
| Giocatore       | Serie A2 | Serie A2 | Serie A2 | Serie A2 | Serie A2 | Totale | Totale | Totale | Totale | Totale |
| Giocatore       | P        | PT       | AV       | MV       | BV       | P      | PT     | AV     | MV     | BV     |
| --------------- | -------- | -------- | -------- | -------- | -------- | ------ | ------ | ------ | ------ | ------ |
| M. Bortolazzo   | 22       | 126      | 89       | 33       | 4        | 22     | 126    | 89     | 33     | 4      |
| D. Casciaro     | 5        | -        | -        | -        | -        | 5      | -      | -      | -      | -      |
| M. Fabroni      | 27       | 103      | 36       | 33       | 34       | 27     | 103    | 36     | 33     | 34     |
| G. Rodriguez    | 8        | 6        | 6        | 0        | 0        | 8      | 6      | 6      | 0      | 0      |
| L. Giombini     | 23       | 207      | 188      | 8        | 11       | 23     | 207    | 188    | 8      | 11     |
| F. Marretta     | 29       | 264      | 228      | 19       | 17       | 29     | 264    | 228    | 19     | 17     |
| W. Padura       | 28       | 434      | 373      | 41       | 20       | 28     | 434    | 373    | 41     | 20     |
| M. Paris        | 19       | 22       | 9        | 7        | 6        | 19     | 22     | 9      | 7      | 6      |
| M. Santucci     | 30       | 97       | 82       | 12       | 3        | 30     | 97     | 82     | 12     | 3      |
| L. Smerilli     | 23       | 1        | 0        | 0        | 0        | 23     | 1      | 0      | 0      | 0      |
| L. Smith        | 7        | 4        | 3        | 0        | 1        | 7      | 4      | 3      | 0      | 1      |
| M. Sperandio    | 27       | 145      | 79       | 62       | 4        | 27     | 145    | 79     | 62     | 4      |
| G. Tomasello    | 30       | 206      | 129      | 68       | 9        | 30     | 206    | 129    | 68     | 9      |
| M. van Garderen | 29       | 379      | 343      | 23       | 13       | 29     | 379    | 343    | 23     | 13     |

P = presenze; PT = punti totali; AV = attacchi vincenti; MV = muri vincenti; BV = battute vincenti